# Slijktorretje
Het slijktorretje (Heterocerus fenestratus) is een keversoort uit de familie oevergraafkevers (Heteroceridae). De wetenschappelijke naam van de soort is voor het eerst geldig gepubliceerd in 1784 door Thunberg.